# Stanisławów (gmina Osjaków)
Stanisławów – wieś w Polsce położona w województwie łódzkim, w powiecie wieluńskim, w gminie Osjaków.